# جورج بي. كاري
جورج بي. كاري هو سياسي أمريكي، ولد في 1811 في Bonny Doon, California ‏ في الولايات المتحدة، وتوفي في 5 مارس 1850 في بيثلم في الولايات المتحدة. نشط حزبياً في الحزب الديمقراطي. وقد انتخب عضو مجلس نواب الولايات المتحدة عن ولاية فرجينيا ‏ وانتخب عضو مجلس النواب الأمريكي ‏.